# Livefields
Livefields es el tercer álbum en vivo de la banda Toto. Fue grabado durante la gira de reunión después de la publicación del álbum Mindfields, y lanzado a finales de 1999. Fuera de los EE. UU., el álbum contiene un segundo CD con 3 canciones extras, grabado durante los conciertos de reunión de Francia, así como dos videoclips, Melanie y Cruel. Este sería su segundo álbum en vivo desde 1993.

## Pistas
| N.º     | Título                            | Duración |  |
| 1.      | «Caught In The Balance»           | 6:41     |  |
| 2.      | «Tale Of A Man»                   | 5:13     |  |
| 3.      | «Rosanna»                         | 6:52     |  |
| 4.      | «Luke Solo»                       | 3:07     |  |
| 5.      | «A Millon Miles Away»             | 4:53     |  |
| 6.      | «Jake To The Bone»                | 7:58     |  |
| 7.      | «Simon Solo»                      | 4:21     |  |
| 8.      | «Dave's Gone Skiing»              | 1:08     |  |
| 9.      | «Out Of Love *»                   | 2:59     |  |
| 10.     | «Mama *»                          | 2:12     |  |
| 11.     | «You Are The Flower *»            | 1:54     |  |
| 12.     | «The Road Goes On *»              | 2:31     |  |
| 13.     | «Better World (Pts. I, II & III)» | 8:08     |  |
| 14.     | «Girl Goodbye»                    | 6:13     |  |
| 15.     | «Dave Solo»                       | 4:47     |  |
| 16.     | «White Sister»                    | 6:20     |  |
| 1:14:38 |                                   |          |  |

| Bonus Tracks mundiales |                         |          |  |
| N.º                    | Título                  | Duración |  |
| 17.                    | «I Will Remember»       | 7:19     |  |
| 18.                    | «Hold The Line»         | 4:44     |  |
| 19.                    | «I Won't Hold You Back» | 6:00     |  |
| 18:03                  |                         |          |  |

| Bonus Tracks japoneses |                         |          |  |
| N.º                    | Título                  | Duración |  |
| 17.                    | «I Will Remember»       | 7:19     |  |
| 18.                    | «Hold The Line»         | 4:44     |  |
| 19.                    | «I Won't Hold You Back» | 6:00     |  |
| 20.                    | «Child's Anthem **»     | 3:00     |  |
| 21:03                  |                         |          |  |

| Videos extras |                                                             |          |  |
| N.º           | Título                                                      | Duración |  |
| 21.           | «Melanie (Video promocional del sencillo)»                  | 4:12     |  |
| 22.           | «Cruel (Grabado el 24 de abril de 1999 en Yokohama, Japón)» | 7:00     |  |

(*) Las pistas 9,10,11,12 forman parte de un set acústico.
(**) Child's Anthem solo está disponible en la versión japonesa.

## Personal

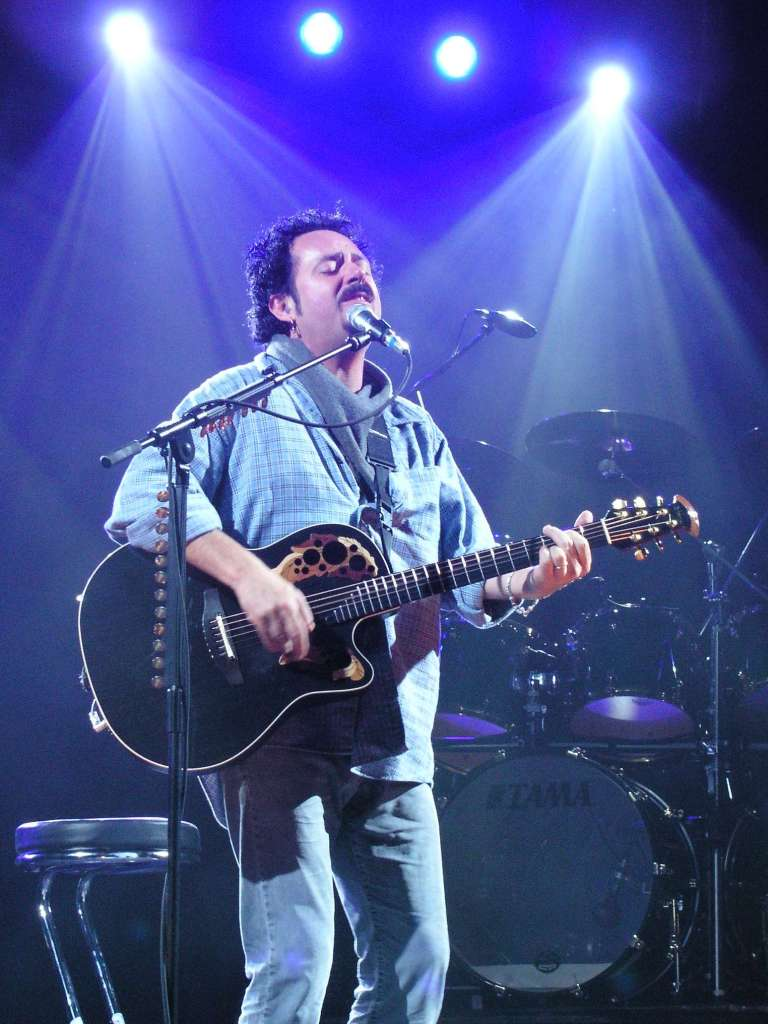
Steve Lukather en vivo 1999

- Steve Lukather - Guitarras, vocales
- David Paich - Teclados, vocales
- Mike Porcaro - Bajo
- Simon Phillips - Batería
- Bobby Kimball - Vocales
- Tony Spinner - Coros, guitarra
- Buddy Hyatt - Coros, percusión
- John Jessel - Adicional teclados, coros
- Producido por Toto, Elliot Scheiner